# Distracted boyfriend meme
El distracted boyfriend meme (lit. ‘Mem del noi distret’) és un mem basat en una fotografia en stock del 2015 del fotògraf barceloní Antonio Guillem. Els usuaris de les xarxes socials van començar a utilitzar la imatge com a mem a principis del 2017 i es va fer viral l'agost del 2017 com a manera de representar diferents formes d'infidelitat. El mem ha inspirat diversos spin-offs i ha rebut aclamacions de la crítica.

## Fotografia d'estoc
La imatge d'estoc va ser presa a la ciutat de Girona a Catalunya, a mitjans de 2015 pel fotògraf Antonio Guillem de Barcelona. Guillem va explicar a la revista Wired que ell i els models d'imatges d'acció previstos per tenir una sessió volien representar el concepte d'infidelitat “d'una manera lúdica i divertida”. La parella de la fotografia són coneguts pels seus noms escènics "Mario" i "Laura". "Laura" després va descriure l'experiència la presa de les imatges dient: "Quan la gent ens va veure simular aquelles escenes al carrer, es van parar a mirar i riure i, en el meu cas que havia de tenir una cara més seriosa, vaig tenir una estona difícil per mantenir-la".
La imatge es va penjar a Shutterstock amb l'epígraf: "Home deslleial que camina amb la seva xicota i que mira impressionat a una altra noia seductora". Pel que fa a l'estat de propietat intel·lectual d'aquesta imatge, Guillem va afirmar que les seves imatges "estan subjectes a les lleis de drets d'autor i als acords de llicència de les agències de micromecenatge. No està permès utilitzar cap imatge sense adquirir la llicència adequada de cap manera possible, de manera que cadascuna de les persones que utilitzen les imatges sense llicència ho fa de manera il·legal. No és això el que ens preocupa realment, ja que són només un grup de persones que ho fan de bona fe, i no farem cap acció, tret dels casos extrems en què aquesta bona fe no existeix".

## Mem
El primer ús conegut de la imatge com a mem d'internet es va publicar a un grup de Facebook de rock progressiu turc el gener del 2017. La publicació va anomenar a l'home com a Phil Collins, que es distreu del rock progressiu per la música pop. Aquest mem es va republicar a una pàgina de Facebook de rock progressiu en anglès l'endemà, i després a Twitter el 2 de febrer de 2017. A la fi d'aquest mes, es va compartir la fotografia original a Instagram i va obtenir gairebé 30.000 likes.
El mem va començar a ser viral el 19 d'agost de 2017, després que un usuari de Twitter publicités la fotografia amb l'home etiquetat "el jovent" distret de la seva xicota "capitalisme" per l'altra noia amb l'etiqueta "socialisme⁣". Un altre usuari de Twitter va copiar aquest mem, aconseguint més de 35.000 retweets i gairebé 100.000 preferits. El mem i les seves permutacions es van fer virals a Twitter, Reddit i Facebook. Segons Adam Downer, un editor de Know Your Meme, el "meme distracted boyfriend" va ajudar a popularitzar un format de mem anomenat etiquetatge d'objectes. La parella del noi del mem generalment representaria una cosa que se suposa que es fa, i la dona que va de vermell representaria una cosa més desitjable o més arriscada.
Els models de la fotografia "Mario" i "Laura" explicaren que van conèixer per primera vegada els mems basats en la seva fotografia quan la gent va començar a publicar-los als seus comptes de les xarxes socials. Guillem l'autor de la fotografia va dir a The Guardian: "Ni tan sols sabia què era un mem fins fa poc. Els models van descobrir el mem a les xarxes socials i m'ho van explicar. Ningú de nosaltres no podia imaginar la repercussió mediàtica que ha arribat a tenir".
Algunes marques van començar a utilitzar el mem quan va començar a fer-se viral. A principis de gener de 2018, una versió del mem que feia referència a la història bíblica de la "dona de Lot" que es convertia en un pilar de sal es va fer viral a Twitter. El mem es va utilitzar com a símbol per a la marxa anomenada "Enough! National School Walkout" que protestava contra la violència de les armes el març de 2018. El 25 de juny de 2018, l'usuari de Twitter Ernie Smith va anotar altres imatges en què la núvia del mem original se sorprèn mirant unes pantalles.
El New York Times va publicar el mem a la seva secció de negocis el 29 de maig de 2019, fent referència a la fusió proposada de Renault i Fiat Chrysler Automobiles. El nuvi es titulava "Renault", que està distret per "Fiat Chrysler" i la seva xicota estava etiquetada com a "Nissan".

## Variacions i derivacions

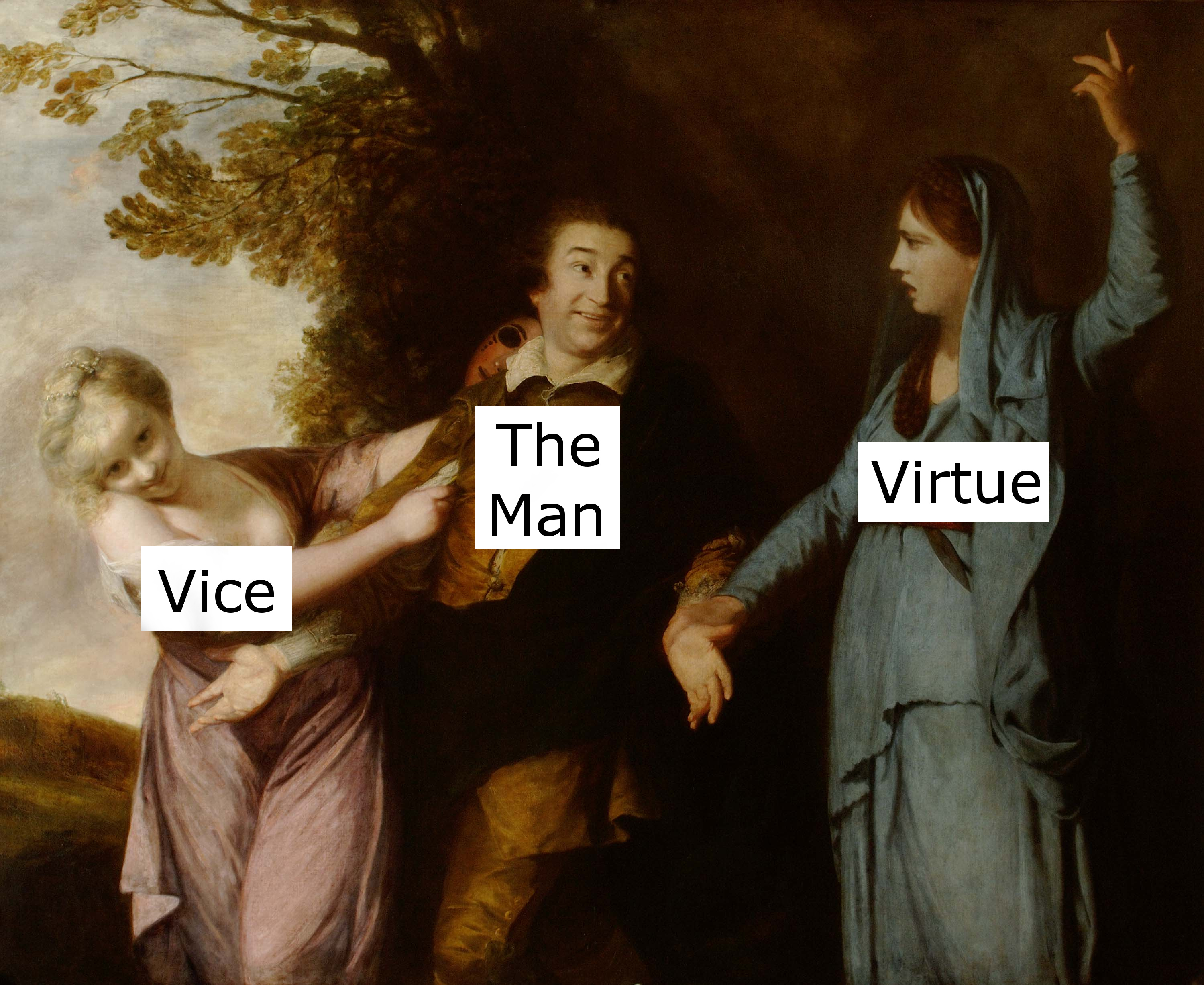
Mem inspirat en una estampa de David Garrick Between Tragedy and Comedy

Les primeres variacions del mem feien servir altres fotografies de la sessió fotogràfica de Guillem dels tres personatges per crear una història. A finals de gener de 2018, alguns usuaris de xarxes socials van observar semblances entre el mem i la imatge promocional de Mission: Impossible - Fallout amb Henry Cavill i Angela Bassett. El 16 d'abril de 2018, un usuari de Twitter va anomenar Joshua Reynolds pintant David Garrick Between Tragedy and Comedy com l'"equivalent del segle XVIII" del el Distracted boyfriend meme, i la pintura es va fer popular com un mem similar amb referències històriques.
A principis de maig de 2018, un usuari de Twitter va publicar la moneda que commemorava el casament del príncep Harry i Meghan Markle amb un dels personatges del mem. A principis de juny de 2018, l'escriptor Peter Goldberg va publicar al seu compte de Twitter una escena del curtmetratge de Charlie Chaplin del 1922 Pay Day d'un format similar al Distracted boyfriend meme. A principis de juliol de 2018, una fotografia d'una dona que menjava gelat amb un home i una dona que l'agafava de la mà a Venècia es va tornar viral a causa de les seves similituds amb el Distracted boyfriend mem. I una altra versió del mem amb un nuvi distret es va fer viral a Twitter a principis d'octubre de 2018.
A Hongria, es va utilitzar una altra foto de fons dels mateixos dos models en una campanya governamental per promoure la natalitat, campanya que va provocar molta burla.

## Recepció
Nathan Heller de The New Yorker va escriure que "el delit del mem Distracted Boyfriend no era diferent del plaer pervers que va prendre el mateix Distracted Boyfriend: permetre a Amèrica desviar la seva atenció de compromisos molt més importants". Tiffany Kelly, de The Daily Dot, va escriure que "la gamma de variació del distracted boyfriend meme, creada involuntàriament pel portfolio de Guillem, la va diferenciar d'altres continguts populars d'Internet [el 2017]". Clair Valentine de Paper va enumerar el mem com allò que va definir l'any 2017, escrivint: "Diuen que sovint, les històries més específiques són de fet les més universals, i l'absurda popularitat d'aquest mem demostra aquest punt més enllà de qualsevol ombra de dubte".
El mem va aparèixer a diverses llistes dels principals mems del 2017, inclosa NDTV The Next Web, PC Magazine, The Ringer, i Narcity. The Washington Post va enumerar aquest mem al seu "Meme Hall of Fame of 2017", anomenant-lo "el mem de fotografia de stock amb interminables permutacions". Els moderadors a Reddit del subreddit /r/MemeEconomy van dir a Inverse que era un dels millors mems del 2017. A l'abril de 2018, aquest mem va guanyar la categoria de Millor Mem del 2017 a la 10ª edició dels Annual Shorty Awards.
Joe McCarthy, de Global Citizen, va escriure que la fotografia original representa "assetjament sexual" i va criticar la majoria dels usos del mem per no haver "transcendit el sexisme inherent i tòxic de la imatge". El setembre del 2018, l'ombudsman publicitari de Suècia va determinar que el proveïdor de serveis d'internet Bahnhof havia infringit les regles contra la discriminació de gènere quan utilitzava aquest mem en un anunci que retratava les oportunitats laborals de Bahnhof, representant la dona que cridava l'atenció com la nova oportunitat laboral i la núvia ignorada com "el seu lloc de treball actual".